# Melicope makahae
Melicope makahae är en vinruteväxtart som först beskrevs av Benjamin Clemens Masterman Stone, och fick sitt nu gällande namn av T.G. Hartley & B.C. Stone. Melicope makahae ingår i släktet Melicope och familjen vinruteväxter. IUCN kategoriserar arten globalt som starkt hotad. Inga underarter finns listade i Catalogue of Life.